# Egebjerg Kommune
Egebjerg Kommune i Fyns Amt blev dannet ved kommunalreformen i 1970. Ved strukturreformen i 2007 blev den indlemmet i Svendborg Kommune sammen med Gudme Kommune.

## Ollerup-Skerninge Kommune
Inden kommunalreformen foretog 3 sognekommuner vest for Svendborg en frivillig sammenlægning:
| Kommune          | Folketal september 1965 | Byer             |
| ---------------- | ----------------------- | ---------------- |
| Ollerup          | 1.262                   | Ollerup          |
| Vester Skerninge | 972                     | Vester Skerninge |
| Øster Skerninge  | 474                     |                  |
| I alt            | 2.708                   |                  |

## Egebjerg Kommune
Ved selve kommunalreformen blev Egebjerg Kommune dannet af Ollerup-Skerninge Kommune og yderligere 5 sognekommuner:
| Kommune           | Folketal 1. januar 1970 | Byer      |
| ----------------- | ----------------------- | --------- |
| Hundstrup         | 676                     | Hundstrup |
| Kirkeby           | 1.373                   | Kirkeby   |
| Lunde             | 636                     |           |
| Stenstrup         | 1.978                   | Stenstrup |
| Ulbølle           | 935                     | Ulbølle   |
| Ollerup-Skerninge | 2.776                   |           |
| I alt             | 8.374                   |           |

## Sogne
Egebjerg Kommune bestod af følgende sogne:
- Hundstrup Sogn (Sallinge Herred)
- Kirkeby Sogn (Sunds Herred)
- Lunde Sogn (Sunds Herred)
- Ollerup Sogn (Sunds Herred)
- Stenstrup Sogn (Sunds Herred)
- Ulbølle Sogn (Sallinge Herred)
- Vester Skerninge Sogn (Sallinge Herred)
- Øster Skerninge Sogn (Sunds Herred)

## Borgmestre[3]
| Navn               | Parti                       | Periode   |
| ------------------ | --------------------------- | --------- |
| Mads Weber         | Venstre                     | 1970-1978 |
| Erik Larsen        | Venstre                     | 1978-1986 |
| Keld Møller Jensen | Det Konservative Folkeparti | 1986-1990 |
| Poul Weber         | Venstre                     | 1990-2002 |
| Mogens Johansen    | Socialdemokratiet           | 2002-2006 |